# Zigurat Institute
Zigurat Institute of Technology es una institución educativa en las ramas de la ingeniería, la arquitectura y la innovación tecnológica, encaminada a la formación de profesionales adaptados a la transformación digital de las empresas.
Desarrolla diferentes programas internacionales de especialización basados en Ingeniería Estructural, BIM Management, Smart Cities, MEP Engineering, Project Management y en nuevas tendencias digitales como Transformación Digital o Blockchain. 
Es miembro institucional de la International Council for Open and Distance Education (ICDE) y sus programas, impartidos en español, inglés y portugués, cuentan con titulación del IL3-Universidad de Barcelona, 
de la Universidad Politécnica de Cataluña y de Unifebe, en Brasil.

## Desarrollo
Fundada el 21 de septiembre de 2001 como escuela de educación e-learning para ingenieros y arquitectos, se consolidó durante los años del boom inmobiliario. Mientras la crisis económica afectaba al sector de la construcción, optó por internacionalizarse y posicionarse como una institución educativa a nivel global.
Zigurat es la primera escuela politécnica a nivel mundial en impartir educación en línea en Building Information Modeling (BIM), una metodología digital para la creación y gestión de un proyecto de construcción de forma colaborativa. Es una de las escuelas politécnicas en línea referentes en España, Europa, Latinoamérica, Brasil, Canadá y Oriente Medio, con convenios con universidades y asociaciones de todas esas zona geográficas, como Canada BIM Council, en Canadá, la DuoC UC, en Chile y la Universidad de Taiwán, en Taipéi.

## Modelo educativo
La institución propone un modelo de educación  basado en una metodología en línea inmersiva, denominada trabajo colaborativo, que conecta profesionales de todo el mundo realizando proyectos internacionales en la nube.
Una de las claves de su modelo pedagógico es el desarrollo de proyectos internacionales. Los alumnos simulan procesos reales con herramientas digitales punteras, que les permiten dominar la tecnología y los procesos requeridos en la industria. Para asegurar que sus alumnos disponen de los requisitos exigidos en el sector, sus programas BIM cuentan con la acreditación de la institución BRE Academy, del Reino Unido.
En paralelo a la formación y la especialización tecnológica, Zigurat ha creado una red internacional de profesionales y alumnos, presentes en más de 65 países que está en constante interacción con empresas y universidades en un proceso de formación continua. También ha desarrollado la primera red social internacional de perfiles BIM, BIMCommunity, plataforma referente en información sobre Building Information Modeling.
La escuela está dirigida por el ingeniero industrial Pau F. Aldomà. Sus profesores son ingenieros, arquitectos y expertos en negocios digitales destacados por su trayectoria profesional.

## Enlaces relacionados
- Página Web Zigurat
- Blog de ingenieros y arquitectos
- Blog de innovación y tecnología

- Datos: Q61929168